# Sugar Baby (GEMの曲)
Sugar Baby（シュガー・ベイビー）は、GEMの7枚目のシングル。2017年2月15日にiDOL Streetから発売。野口卒業後初のシングルである。なお、武田舞彩は留学による活動休止中のため本作には参加していない。

## 概要
「CD+『Sugar Baby』PVとメイキング収録Blu-ray盤」、「CDシングル盤」（CDのみ）、「イベント会場/mu-moショップ限定商品」（ミュージックカード×11形態）の3種13形態で発売。
今作からプロデューサーが監督に交代。監督はエイベックス系列のプロダクションとして1995年に設立された「ホワイト・アトラス」 でhitomiのマネージャーを務めた後、舞台版「私のホストちゃん」シリーズや男性グループ「SOLIDEMO」などのプロデュースを経てGEMの担当となった。新コンセプトとして「100%ダンス&ボーカルグループ+100%アイドル=『200%ダンスボーカルアイドル』」を提言。
表題曲「Sugar Baby」の作曲は、第58回日本レコード大賞の最優秀賞・西野カナ「あなたの好きなところ」の作曲Carlos K.が担当。ダンスリーダーに就任した小栗かこがサビの振りを「小悪魔ダンス」と命名。
カップリング曲「夢の蕾」は思い出の写真をSNS上で募集。ファンと一緒にMVを制作すると発表した。
今作からリリースイベントの際、写真及び動画の撮影が可能となる。SNS上で多くのアイドルがMVを拡散した。
レコード会社ホームページによると「GEM史上No.1キュートでポップな、恋愛ソング!『あなたのコト大好きなの』という、恋する乙女心を歌ったバレンタインにぴったりな1曲!」と発表されている。
衣装はGEM初の1人1人色の違う担当カラー。メジャーデビュー前はカラー分けがはっきりしていた衣装だった。
MVが可愛すぎるとアイドルから絶賛の話題になる。
2017年1月20日に動画再生数10万回を越えて「もっと多くの人に一緒に踊って欲しい!」という理由から「Sugar Baby」ダンス プラクティス動画がアップされた。
発売前日となる2月14日バレンタインの日はメンバー全員が制服姿でファンにチョコをプレゼントした。

### 初披露
「Sugar Baby」は2016年11月20日、定期ライブ『GEM Live Mixture 2016 〜4th STAGE〜』（AKIBAカルチャーズ劇場）で初披露。2016年11月24日、FM-FUJIの「GIRLS♥GIRLS♥GIRLS =RED ZONE= GEM★カラット」でラジオ初OA。
「夢の蕾」は2016年12月17日、定期ライブ『GEM Live Mixture 2016 〜4th STAGE〜』（AKIBAカルチャーズ劇場）で初披露。2017年1月12日、FM-FUJIの「GIRLS・GIRLS・GIRLS =RED ZONE= GEM★カラット」でラジオ初OA。
「WHAT IF」は2017年1月5日、全国ツアー『GEM 1st全国TOUR 〜YUMENO TSUBOMI〜』（新宿BLAZE）で初披露。2017年1月6日、ラジオ日本の『GEM伊藤千咲美＆西田ひらりの「ちさひらcafe」』でラジオ初OA。
「Sugar Baby」MVは2017年1月1日に公開。

### 三大新企画
「Sugar Baby」プロモーション企画として発表。
1. 小悪魔ダンスチャレンジ
〜Twitter、Instagram、MixChannelなどのSNSで、ハッシュタグ「#小悪魔ダンスチャレンジ」をつけてアップするとメンバー本人から「いいね」を押してくれる。
2. Sugar Baby選手権
〜「Sugar Baby」のダンス動画を募集し最も再生回数が多かったチームがGEMのライブ出演権を獲得。
3. 全国の『佐藤さん』集え!!
〜Sugar Babyの、"Sugar"="砂糖"="佐藤"にちなんで、全国の『佐藤さん』と一緒に「Sugar(さとう) Baby」を踊ろう!!企画。

### 制作裏話
もともと仮歌のタイトルが「Let's party」のパーティーソングだった。サビは「Sugar Baby」ではなく「あれも♪　これも♪　それも〜♪、Let's party! Let's party!」だったと作詞・作曲家のCarlos K.がインタビューで明らかにしている。共作した岡嶋かな多と初対面で緊張をほぐすため餃子屋へ行ったとき、人見知りなCarlos.Kはビールを2本開けて、乾杯！っていう勢いで作ったのが「Sugar Baby」だった。

## 収録曲
1. Sugar Baby
作詞：Kanata Okajima 作曲：Carlos K., Kanata Okajima 編曲：Carlos K.
2. WHAT IF
作詞・作曲：KOUDAI IWATSUBO, Kanata Okajima 編曲：KOUDAI IWATSUBO
3. 夢の蕾
作詞：Daisuke 'DAIS' Miyachi 作曲：Daisuke 'DAIS' Miyachi, Yuichi Ohno 編曲：Yuichi Ohno

## イベント
| 日程           | 公演名                               | 会場                     | 備考        |
| -------------- | ------------------------------------ | ------------------------ | ----------- |
| 2016年11月27日 | 新曲リリースイベント                 | 池袋スカイデッキ         | 各日2回公演 |
| 2016年12月3日  | 新曲リリースイベント                 | ららぽーと柏の葉         | 各日2回公演 |
| 2016年12月4日  | 新曲リリースイベント                 | ららぽーと富士見         | 各日2回公演 |
| 2016年12月10日 | 新曲リリースイベント                 | あまがさきキューズモール | 各日2回公演 |
| 2016年12月23日 | 新曲リリースイベント                 | ららぽーと豊洲           | 各日2回公演 |
| 2016年12月25日 | 新曲リリースイベント                 | ららぽーと横浜           | 各日2回公演 |
| 2017年1月7日   | 新曲リリースイベント                 | ららぽーと豊洲           | 各日2回公演 |
| 2017年1月8日   | 新曲リリースイベント                 | ららぽーと柏の葉         | 各日2回公演 |
| 2017年1月15日  | 新曲リリースイベント                 | 昭島モリタウン           | 各日2回公演 |
| 2017年1月21日  | 新曲リリースイベント                 | ららぽーと豊洲           | 各日2回公演 |
| 2017年1月28日  | 新曲リリースイベント                 | ららぽーと横浜           | 各日2回公演 |
| 2017年1月29日  | 新曲リリースイベント                 | ラゾーナ川崎プラザ       | 各日2回公演 |
| 2017年2月18日  | 新曲リリースイベント                 | 東武百貨店池袋店         | 各日2回公演 |
| 2017年2月19日  | 新曲リリースイベント                 | ららぽーと豊洲           | 各日2回公演 |
| 2017年2月25日  | mu-moショップ／S.P.Cショップイベント | プレミアホール           | 各日2部制   |
| 2017年3月18日  | mu-moショップ／S.P.Cショップイベント | プレミアホール           | 各日2部制   |